# Utriculofera leucogrammus
Utriculofera leucogrammus là một loài bướm đêm thuộc phân họ Arctiinae, họ Erebidae.